# Джеймс Гамільтон, 3-й граф Арран

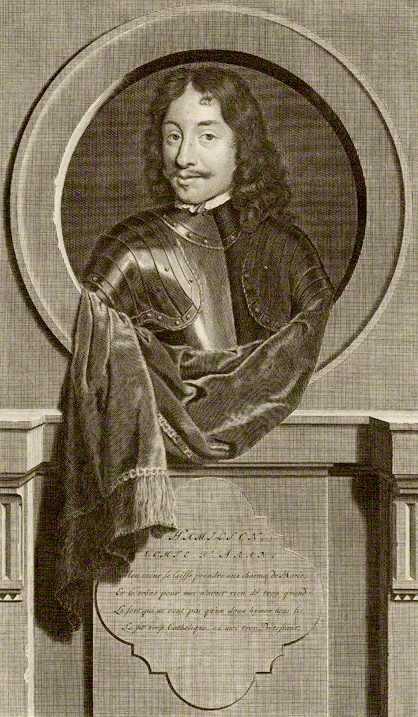
Джеймс Гамільтон (1537 – 1609) – ІІІ граф Арран.

Герб графів Арран.

Джеймс Гамільтон (англ. - James Hamilton) (близько 1537 – 1609) – ІІІ граф Арран (1575 – 1609), вождь клану Гамільтон, шотландський аристократ, лідер радикальних протестантів в Шотландії в середині XVI століття, претендент на руку королеви Шотландії Марії І Стюарт, претендент на руку королеви Англії Єлизавети І (і відповідно претендент на трон Шотландії та Англії). 

## Життєпис

### Молоді роки
Джеймс Гамільтон був старшим сином Джеймса Гамільтона – ІІ графа Арран, герцога де Шательро. У дитинстві Джеймс Гамільтон опинився заручником у руках радикальних протестантів під час громадянської війни в Шотландії між каталиками і протестантами. Ці радикальні протестанти в травні 1546 року захопили замок Сент-Ендрюс і вбили католицького кардинала Бітона – канцлера Шотландії та лідера шотландських католиків. Більше року хлопчик перебував в ув’язненні заручником, був гарантією проти ворожих дій з боку його батька – регента Шотландії. Лише атака французької армії, яка висадилась в Шотландії 31 червня 1547 року дозволила регенту захопити замок і звільнити свого сина. 
Будучи старшим сином всесильного регента де Шательро, спадкоємця трону Шотландії, регента Шотландії на час неповноліття королеви Шотландії Марії Стюарт, молодий Джеймс Гамільтон був іграшкою в руках батька, що намагався захопити корону Шотландії (на яку мав право, бо був родичем королів). Від самого народження Марії Стюарт було прийнято рішення, що вона одружиться з Джеймсом Гамільтоном. Але в 1543 році король Англії Генріх VIII запропонував ІІ графу Арран укласти шлюб королеви Шотландії з його сином – принцом Уельським Едвардом, а натомість юного Джеймса Гамільтона одружити з Єлизаветою – дочкою короля Англії, майбутньою королевою Англії. Але регент Шотландії розірвав мирні угоди з Англією наприкінці 1543 року, проект не здійснився. Плани шлюбу Джеймса Гамільтона з Марією Стюарт теж зірвалися – після початку війни з Англією та окупацією частини Шотландії, Шотландія потребувала допомоги Франції, регент погодився на шлюб королеви Шотландії з дофіном Франциском в обмін на допомогу французьких військ. Як компенсацію молодому Джеймсу Гамільтону обіцяли руку принцеси Франції. У травні 1548 року він прибув до Франції, де провів 10 років у свиті королеви Марії Стюарт, а потім командував шотландськими гвардійцями на службі в короля Франції.  

### Протестантська революція в Шотландії
У 1559 році в Шотландії відбулася протестантська революція. Для клану Гамільтон це відкривало нові можливості, клан Гамільтон з початку реформації був прихильником протестантизму, хоча поміркованим. Під час перебування в Франції Джеймс Гамільтон зблизився з гугенотами. Повсталі шотландські протестанти домагалися скинути з трону католичку Марію Стюарт і хотіли віддати корону Шотландії молодому Джеймсу Гамільтону. Його шлюб з королевою Англії Єлизаветою І повинен був забезпечити Шотландії перемогу протестантизму і гарантії його панування. У травні 1559 року Джеймс Гамільтон втік з Парижу, не дивлячись на те, що порти Франції були закриті і король Франції намагався схопити Джеймса Гамільтона, йому вдалося через Швейцарію та Нідерланди втекти в Англію. У Лондоні він зустрівся з королевою Англії Єлизаветою І, яка відхилила його пропозицію про шлюб.  
У середині вересня 1559 року Джеймс Гамільтон повернувся в Шотландію, щоб очолити шотландських протестантів. Джеймс Гамільтон приєднався до Лордів Конгрегації і невпинно боровся проти французів і Марії де Гіз за справу шотландської Реформації. Його двоюрідний брат Роберт - майстер Максвелл за наказом свого батька напав на замок Крайтон, на резиденцію графа Ботуелла, на палац Фалкланд. 10 жовтня 1559 року Джеймс Гамільтон і його люди захопили гроші і срібні вироби з замку Далдові. 9 листопада 1559 року вони напали на Палац єпископа Данблейн, захопили золото, яке належали Джанет - леді Флемінг, захопили срібло єпископа. 60 річний єпископ був тоді ув'язнений в замку Кемпбелл і змушений був платити викуп. У січні 1559 року граф Арран вів війну в Файфі. Французький посол в Англії - Жиль де Ноай повідомив, що шотландські повстанці заявили королеві Єлизаветі І, що якщо вони переможуть, то посадять на трон Шотландії Джеймса Гамільтона. Королева Англії Єлизавета І направила в Шотландію флот на підтримку протестантів. Граф Арран зустрівся з англійським адміралом Вільямом Вінтером. Бої розгорнулись навколо замку Лейт. Англійська армія прийшла на допомогу протестантським повстанцям. Потім був укладений договір в Бервік у 1560 році. Перед тим як англійська армія прибула в Глазго і напала на палац єпископа. Граф Арран повернувся в Лейт з кавалерією в 800 вершників. Потім він приєднався до армії в таборі біля Ресталріг. 4 березня він зустрівся з графом Гантлі, що мав приєднатися до конгрегації в Перті. Граф Арран потім пішов на замок Голіруд. Протягом тижня граф Арран контролював замок, потім повернувся в Единбург для мирних переговорів після смерті Марії де Гіз в червні 1560 року, що привело до укладення Договору в Единбурзі. Громадянська війна завершилась у 1560 році перемогою протестантів, які захопили владу в країні і утвердити основи державної церкви. 

### Невдачі щодо шлюбу і корони
У вересні 1560 року Сарлабус – французький капітан замку Данбар, намагався поширити чутку, що рада королева Англії Єлизавета І запропонувала альтернативний план шлюбу для Джеймса Гамільтона – одружитись йому з спадкоємицею престолу Англії – з леді Кетрін Грей - дочкою герцогині Саффолк. У цей час Джеймс Гамільтон насолоджуватися товариством дочки торговця з Единбургу - Елісон Крейг, про яку Рендольф писав, що вона «хороша красива дівка». У грудні 1561 року у цю справу втрутились граф Ботуелл, лорд Джон Стюарт, настоятель Колдінгам та Рене, маркіз Ельбьоф. Це призвело до збройних сутичок. 
Але надіям клану Гамільтон не судилось бути реалізованими. На початку 1561 року королева Англії Єлизавета І заявила про свою остаточну відмову від руки Джеймса Гамільтона. До Шотландії повернулась королева Марія Стюарт, що стала вдовою після смерті свого першого чоловіка короля Франції Франциска ІІ. Радикальні протестанти на чолі з Джоном Ноксом вимагали, щоб Марія Стюарт вийшла заміж за Джеймса Гамільтона, щоб гарантувати перемогу протестантизму в країні. Але королева Марія Стюарт відмовилась, ще й відновила католицьке богослужіння при дворі. Поширились чутки, що Джеймс Гамільтон намагався викрасти Марію Стюарт з палацу Голіруд і привести її в свою резиденцію Кіннейл-хаус. ІІ граф Арран категорично заперечував це, але це не допомогло. Марія Стюарт остаточно відмовила йому. 

### Божевілля і смерть
Відмова Марії Стюарт стала останньою краплею для Джеймса Гамільтона: всі плани на шлюб завершувались крахом і розчаруванням. У Джеймса Гамільтона відбувся нервовий зрив і почалося психічне захворювання. Як психічно хворий він був взятий під охорону і медичний нагляд і лишався в такому стані до самої своєї смерті в 1609 році. У 1662 році батько відвіз Джеймса Гамільтона в Кіннейл-хаус. У нього посилювалась параноя, манія переслідування, видіння, нав’язливі ідеї. У 1575 році ІІ граф Арран помер і ІІІ графом Арран став божевільний Джеймс Гамільтон. Як психічно хворий він був взятий під опіку своїм братом Джоном. Крім Джона ним опікувались брат Клод та абат Пейслі. ІІІ граф Арран утримувався в замку Крайгнехан. Його мати Маргарет Дуглас, тітки - Елізабет Дуглас (дружина регента Мортона) і Джанет Беатрікс Дуглас - дружина лорда Максвелла, його сестра Енн (мати графа Гантлі), і молодший брат Девід теж страждали на психічні захворювання – це було спадково. У 1581 році король Шотландії Яків VI посилаючись на психічну хворобу ІІІ графа Арран конфіскував графство Арран, передав графство своєму фавориту Джеймсу Стюарту. Але в 1585 році згідно рішення парламенту Шотландії графство було повернене хворому Джеймсу Гамільтону. Помер він у 1609 році.